# 卡爾格珀納勒

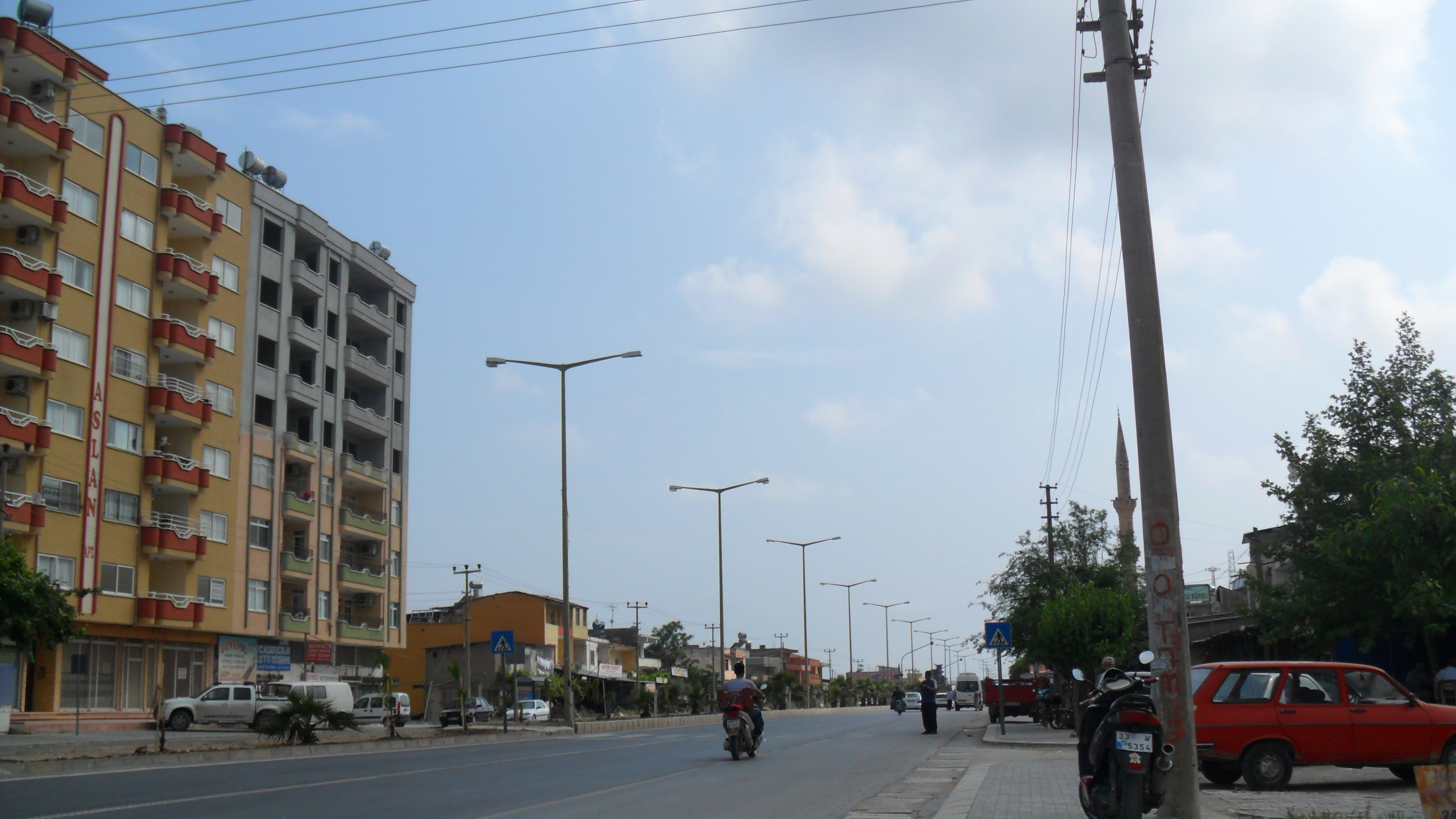

卡爾格珀納勒是土耳其的城鎮，位於該國南部埃爾代姆利以東12公里，由梅爾辛省負責管轄，海拔高度5米，主要經濟活動有農業，2011年人口11,981。